# Oscar Pino Hinds
Oscar Pino Hinds (1993. október 26. –) kubai kötöttfogású birkózó. A 2018-as birkózó-világbajnokságon a bronzérmet nyert 130 kg-os súlycsoportban, kötöttfogásban. A 2017-es birkózó világbajnokságon bronzérmet nyert 130 kg-ban. A Pánamerikai Bajnokságon 2016-ban, 2017-ben és 2018-ban is aranyérmes lett 130 kg-os súlycsoportban.

## Sportpályafutása
A 2018-as birkózó-világbajnokságon a bronzérmet szerzett. Ellenfele az észt Heiki Nabi volt. A mérkőzést 3–1-re nyerte az észt ellen.